# 留守营站
留守营站是一个京哈铁路上的铁路车站，位于河北省抚宁县留守营镇，建于1893年，目前为四等站，邮政编码为066301。目前客运：办理旅客乘降；行李、包裹托运；货运：办理整车货物发到；不办理危险货物发到。